# Schewtschenkowe (Iwano-Frankiwsk)
Schewtschenkowe (ukrainisch Шевченкове; russisch Шевченково Schewtschenkowo, polnisch Święty Stanisław) ist ein Dorf im Norden der ukrainischen Oblast Iwano-Frankiwsk mit etwa 150 Einwohnern (2001).

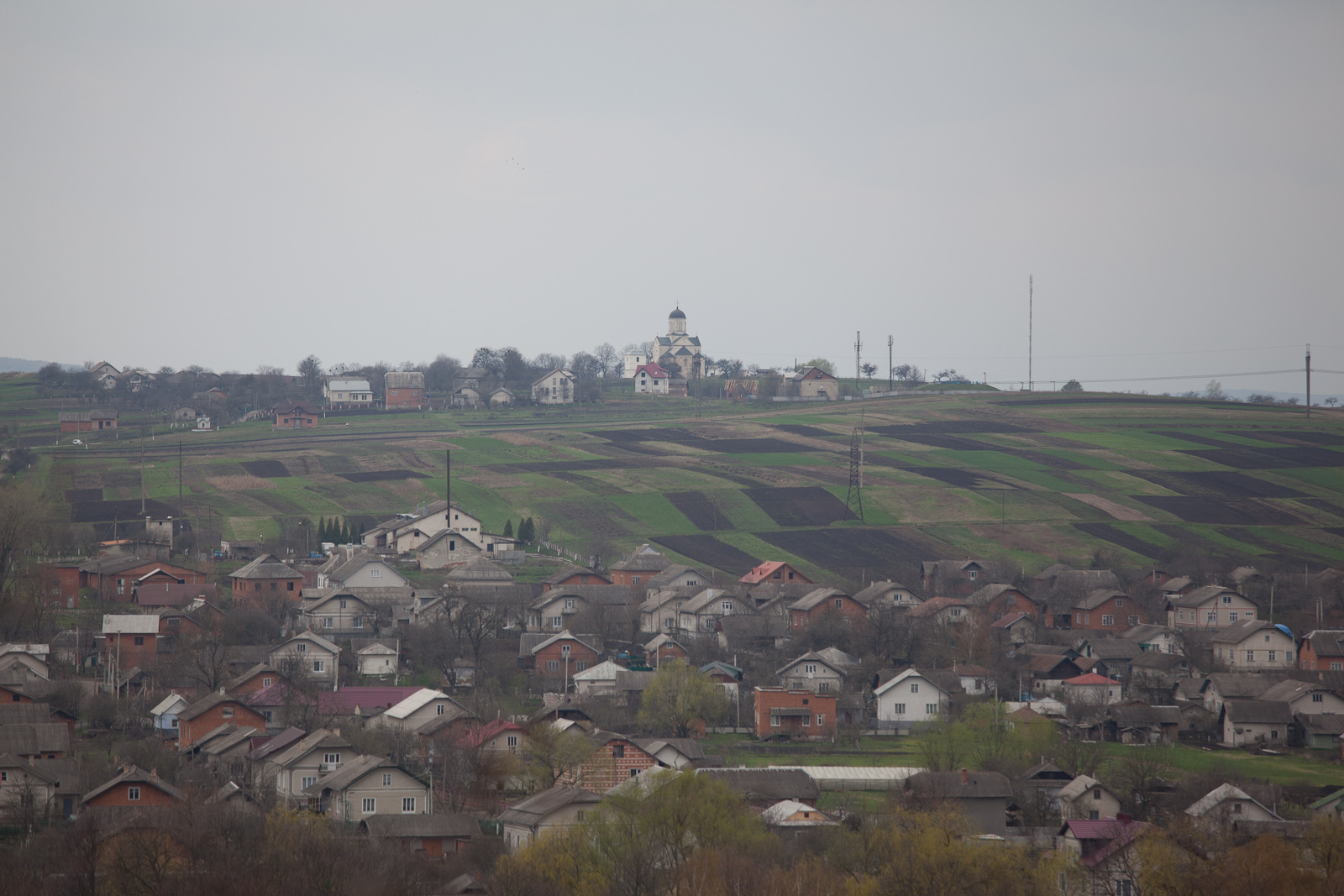
Blick von der Burg Halitsch auf Dorf und Kirche

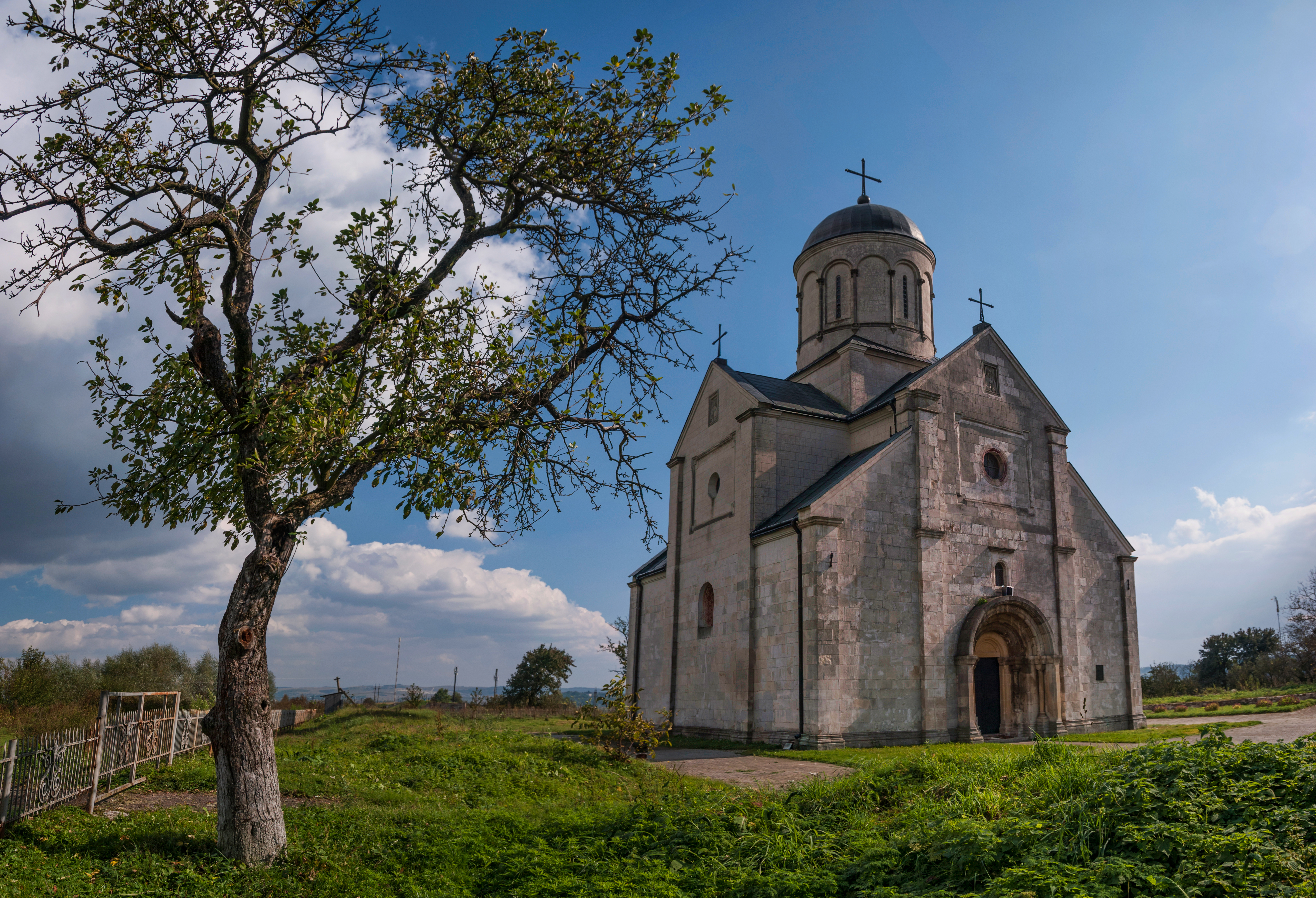
Die St.-Panteleimon-Kirche in Schewtschenkowe

Schewtschenkowe gehörte bis 2020 administrativ zur Landratsgemeinde des Dorfes Salukwa im Rajon Halytsch und liegt 4 km westlich vom Rajonzentrum Halytsch an der Mündung der Limnyzja in den Dnister. Das Gemeindezentrum Salukwa befindet 3 km südöstlich und das Oblastzentrum Iwano-Frankiwsk 28 km südlich vom Dorf.
Am 12. Juni 2020 wurde das Dorf, als Teil der Stadtgemeinde Halytsch ein Teil des neu gegründeten Rajons Iwano-Frankiwsk.
Im Dorf befindet sich mit der St.-Panteleimon-Kirche aus dem 12. Jahrhundert das älteste Kirchengebäude in der Westukraine. Nach alten Dokumenten wurde es während der Zeit des Bestehens des galizisch-wolynischen Fürstentums erbaut.
Der Ort hieß bis zum 7. Juni 1946 Swjatyj Stanislaw (Святий Станіслав) und wurde dann in Stanislawiwka (Станіславівка) umbenannt, später wurde der Namen dann auf den heute offiziell gültigen geändert.